# جون هه جین (بازیگر، زاده ۱۹۸۸)
این یک نام کره‌ای است؛ نام خانوادگی جون است.
جون هه جین (انگلیسی: Jeon Hye-jin؛ زادهٔ ۱۷ ژوئن ۱۹۸۸) بازیگر سینما، و هنرپیشه اهل کره جنوبی است. او ۱۱ مارس ۲۰۱۱ با لی چون هی هنرپیشه و بازیگر سینما و تلویزیون ازدواج کرد.